# Rafael Vidal
Rafael Antonio Vidal Castro (Caracas, 6 de janeiro de 1964 – Caracas, 12 de fevereiro de 2005) foi um nadador venezuelano, medalhista olímpico dos 200 metros borboleta nos Jogos de Los Angeles 1984.
Aos 19 anos de idade, nos Jogos Olímpicos de Los Angeles 1984, se tornou o primeiro venezuelano a ganhar uma medalha olímpica na natação. Ele era um dos nadadores de estatura mais baixa, o que o fez perder a medalha de prata para o alemão Michael Gross na batida de mão. 
Um ano depois, Vidal deixou a Venezuela para realizar uma carreira na Administração, e obteve seu bacharelado em informática e ciências da informação na Universidade da Flórida, onde nadou para o Florida Gators na NCAA, de 1981 a 1985. Posteriormente voltou à Venezuela e se tornou comentarista esportivo na televisão.
Em 12 de fevereiro de 2005, Vidal morreu num acidente de trânsito, aos 41 anos de idade.
Até 2008, era o único venezuelano a ter ganho uma medalha olímpica na natação.